# Le Triangle secret
Le Triangle secret est une série de bande dessinée due au scénariste Didier Convard et aux dessinateurs Pierre Wachs, Gine, Denis Falque, Patrick Jusseaume, Jean-Charles Kraehn, Éric Stalner, André Juillard et Gilles Chaillet (couvertures d'André Juillard). Chacun des sept tomes est constitué de récits situés à des époques différentes et illustrés par un dessinateur attitré. La série est éditée par Glénat.
On trouve des développements dans cinq autres séries : INRI, Les Gardiens du sang, Hertz, Lacrima Christi et Rectificando.

## Synopsis

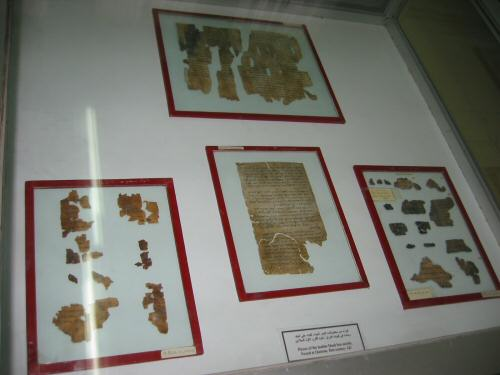
Fragments de rouleaux exposés au Musée archéologique d'Amman en Jordanie.

Didier Mosèle, franc-maçon, attaché au Ministère de la Culture, est un historien qui, depuis plus de neuf ans, est à la tête d'une équipe internationale (semblant être une version fictionnelle de celle, ayant réellement existé, d'Emanuel Tov) chargée, en collaboration avec l'école biblique de Jérusalem, de saisir le sens des écrits issus des manuscrits de la mer Morte, en très mauvais état (Ils ont été trouvés dans des grottes de Qumrân, où ils étaient entreposés depuis deux mille ans). Ces recherches dévoilent des textes qui semblent remettre en cause l'histoire de Jésus telle qu'elle est connue officiellement. Un membre de l'équipe, Francis Marlane, frère-jumeau de Didier au sein de la loge franc-maçonne Eliah Didier, est particulièrement exalté par les implications possibles de ces hypothèses, qu'il extrapole. Il reçoit l'accord de son ami et chef Didier Mosèle pour mener des recherches de terrain à travers le monde. Dans ce cadre, il disparaît, puis est finalement retrouvé mort. Didier décide alors d'enquêter sur ce qui ressemble à un assassinat commandité par l'église. Dans ce cadre, il est amené à étudier un document appartenant à Martin Hertz, qui fut leur initiateur en franc-maçonnerie, le testament du fou, dont l'existence remet en cause les fondements du catholicisme et du christianisme. Au Vatican, les « Gardiens du Sang », qui ont pour mission d'étouffer cette vérité par tous les moyens, se réveillent…

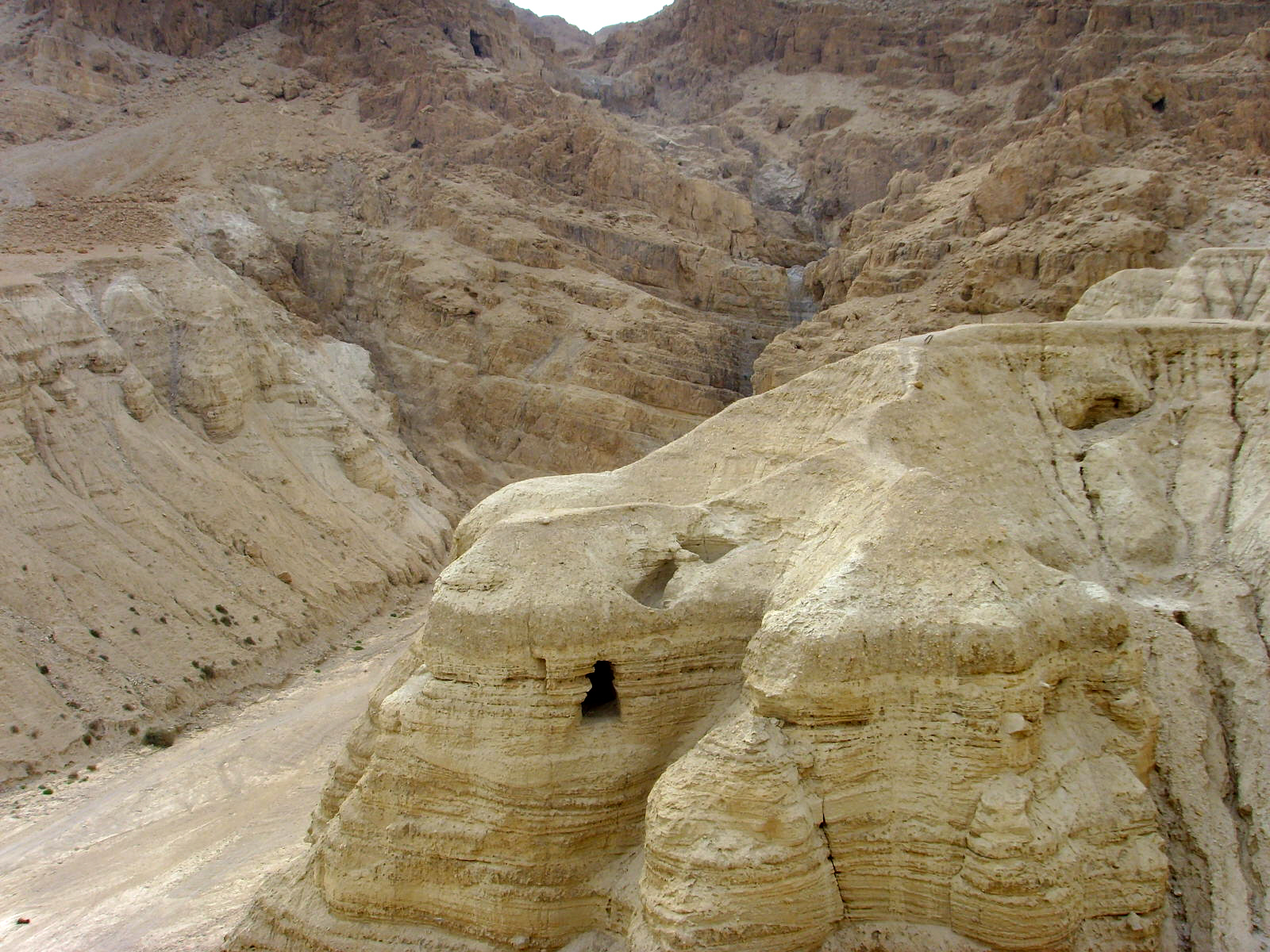
Une des grottes dans lesquelles les manuscrits ont été trouvés.

Sombre et tortueux, le scénario de cette série dure tout au long des sept volumes. Didier Convard, abordant un sujet religieux délicat, s'est inspiré de controverses réelles autour desquelles il a brodé une théorie extravagante. Chaque album contient la mention « Le Triangle Secret est une œuvre de fiction bâtie sur l'interprétation de quelques faits qui l'ont influencé » et prie le lecteur « de ne l'aborder qu'en tant que tel ». Didier Convard ne cache pas son appartenance à la franc-maçonnerie. Le Triangle Secret a d'abord été un roman de Didier Convard qu'il a ensuite adapté lui-même à la bande dessinée[réf. nécessaire], et il raconte qu'il a été excommunié à la suite de sa parution[réf. nécessaire].

## Personnages
Didier MosèlePersonnage principal, est attaché au Ministère de la Culture. Encore célibataire à 40 ans, il ne semble vivre que pour les livres et manuscrits qu'il étudie. Il est membre d'une loge de francs-maçons dans laquelle il a été introduit en même temps que Francis Marlane. Ses découvertes lors de la restauration du parchemin 4Q456-458 vont être à l'origine de l'aventure.
Josiane MarlaneEpouse de Francis Marlane, vit séparée de son mari. Elle eut une aventure avec Didier Mosèle, mais va réellement se rapprocher de lui après la mort de Francis Marlane, puisqu'elle va le suivre dans son périple, persuadée que son mari a été assassiné pour dissimuler ce que Didier Mosèle recherche. Dans le roman de Didier Convard (Les Larmes du Pape), relatant la même histoire, Josiane Marlane se prénomme Emylie.
Martin HertzMembre de la loge Eliah, dans laquelle il initia Didier Mosèle et Francis Marlane. Il a en sa possession un livre d'un valeur inestimable, le Testament du Fou, évangile écrit en partie de la main de Jésus. Il est en outre membre d'une loge particulière, la Loge Première, qui aurait été fondée par Jésus. Petit correctif, il possède une maison à Villery qui se trouve dans l'Aube et non dans l'Yonne comme indiqué dans le quatrième tome.
Jean XXIVLe pape.
Monseigneur de GuillioAlors que Jean XXIV  est sur son lit de mort, il va le tenir au courant des découvertes de Didier Mosèle, et agir en conséquence. Il va notamment diriger les Gardiens du Sang afin qu'ils éliminent tout élément compromettant pour l'Église.

## Albums
Commencée dans la collection « Grafica », la série devient le pivot de la collection La Loge noire de Glénat.
1. Le Testament du fou (2000)[1]
2. Le Jeune Homme au suaire (2000)
3. De cendre et d'or (2001)
4. L'Évangile oublié (2001)[2]
5. L'Infâme Mensonge (2002)
6. La Parole perdue (2002)
7. L'Imposteur (2003)

HS. Dans le secret du triangle (2000)
HS. Géométrie mortelle (2003)
HS. Les Arcanes du Triangle secret (2011)
En version intégrale :
- Intégrale (reprenant les tomes 1 à 7) (2005)
- Intégrale  (reprenant les tomes 1-7 + Hertz tome 1) (2009)